# Characella reticulata
Characella reticulata är en svampdjursart som beskrevs av Lebwohl 1914. Characella reticulata ingår i släktet Characella och familjen Pachastrellidae. Inga underarter finns listade i Catalogue of Life.